# Штёкгардт, Роман Андреевич
Роман Андреевич Штекгардт (также Юлий Андреевич, Генрих Романович; имя при рождении Генрих Роберт Штёкгардт; нем. Robert Stöckhardt; 11 августа 1802, Глаухау — 10 октября 1848, Санкт-Петербург) — германский и впоследствии российский юрист.

## Биография
Родился в семье пастора, которая в 1804 году переехала в Будишин (ныне Баутцен). В этом же городе получил среднее образование, увлекался музыкой. В 1820 году поступил в Лейпцигский университет изучать право и философию. В 1824 году получил докторскую степень, 10 июня 1826 года стал преподавать в университете в звании приват-доцента, 26 сентября того же года хабилитировался, однако в скором времени был вынужден вернуться в Баутцен, так как его мачеха и старший брат умерли, отец находился при смерти, а ему надо было содержать большую семью. В Баутцене он устроился на работу королевским саксонским юрисконсультом и стал заниматься научными исследованиями в области истории права.
Благодаря своей репутации в 1831 году он был приглашён в Российскую империю, в Санкт-Петербург, где был назначен профессором римского права и энциклопедии в училище правоведения и главном педагогическом институте. Его учителем русского языка стал князь Ливен. В 1835 году Штёкгардт стал также профессором Императорского училища правоведения. За свои заслуги в области юридического образования он был возведён во дворянство и награждён рядом российских орденов, в том числе в 1842 году получил орден св. Станислава 2-й степени. Стремился к увеличению культурных связей России с германскими государствами, выступал организатором множества культурных мероприятий. Пользовался покровительством Ливена и Уварова, однако в последние годы жизни из-за усиления позиций его недоброжелателей был вынужден фактически отойти от дел. Умер и был похоронен в Санкт-Петербурге, однако его сердце, согласно его воле, было захоронено в Наумбурге.
Опубликовал большое количество работ по истории права. Из них на русский язык была переведена «Juris Propädeutik». Перевод был выполнен Ф. Толем под заглавием «Юридическая пропедевтика» (СПб, 1843).